# 強制絕育
強制絕育（德語：Zwanghafte Sterilisation）是國家或地方政府透過立法強制某些類型的人結紮、絕育。通常是出於所謂｢優生學考量｣，也有｢為了社會經濟與福祉｣，避免某些｢低／無價值的｣或｢低／無生產力的｣人類繁衍後代，以便提高（未來）整體國民的健康素質與社會經濟力。
曾被列入強制絕育的對象各地不一，例如：某些遺傳病病患（天生智障、精神分裂症、躁鬱精神病、遺傳性癲癇、遺傳性杭丁頓舞蹈症、遺傳性眼盲或耳聾、嚴重的遺傳性身體缺陷以及嚴重酗酒者），精神病患，窮人，犯人，妓女。
強制絕育政策並不是德國納粹發明的，雖然是納粹時期大量、系統化地執行優生政策，最後演變成屠殺殘障、精神病、和遺傳病患而震驚世界。
從更寬廣的歷史脈絡來看優生學在當時流行的社會原因：
- 優生學是19世紀末、20世紀初西方國家的流行，因為生物學、醫學和公共衛生等等方面的進步，人類掌握了控制後代生物品質的技術，也普遍認同社會達爾文主義的優秀人種、汰弱留強觀念。隨之而來，當時不管在政界、學界或民間，許多人將優生視為理所當然，是科學與進步的觀念。
- 此外，各國在國力上爭雄，在海外爭奪殖民地和出口市場，於19世紀末、20世紀初也演變到白熱化階段。各國無不想方設法追求國民生產力的提高，而生產力的根本－－以當時的理解－－從健康優良的新生兒開始。

歷史上曾經實施過強制絕育的國家或地方有：中国、美國、加拿大、墨西哥、德國、瑞士、丹麥、瑞典、挪威、芬蘭、立陶宛、冰島和日本。  （页面存档备份，存于）

## 美洲
- 美國20世紀上半的絕大部分州都出台絕育法，第一個是印地安那州(1907)，執行最多的是加州。
- 到1933年已經有30個州通過強制絕育法案，此外當時共有41州（當時美國共48州）禁止精神病患結婚，同樣出於優生考量。
- 到1940年美國共依強制絕育法案執行了近36,000人，1960年累積到64,000人。

- 受美國影響，其鄰國加拿大和墨西哥的一些州也有強制絕育法案。

## 德國

### 納粹時期前
- 德國的絕育政策並不是納粹發明的，雖然是納粹時期通過了第一個強制絕育法案並大量、系統化地執行而震驚世界。
- 1923年德國社會民主黨在圖林根邦議會就曾向帝國政府提議過絕育法案，其內容大部分是讓人民自願選擇（儘管政府方面會挑選對象、大力說服），但對於未成年人只需要法定代理人的同意就可以強制執行；1924-1926年間，薩克森邦也向帝國政府提過數次類似的絕育法案；以上提案都被當時的帝國政府拒絕。
- 1928年之前，帝國議會關於優生法案的討論，主要集中在犯罪人的自願絕育；尤其是慣犯（德語：Gewohnheitsverbrecher），依當時刑法他們會被判無限期的保安監禁（德语：Sicherungsverwahrung），直到犯罪惡習改正為止，但若自願接受絕育手術，則作為對價可以立即釋放；這法案沒有通過。
- 一直到1933年初威瑪共和結束、納粹掌權之前，數次絕育法案的提案都因帝國議會的小黨林立、效率無彰而無法通過。

### 納粹時期
1933年3月24日，德意志帝國議會（在納粹黨的操作下）通過了俗稱的｢授權法案｣，凍結了威瑪憲法關於國家權力分立以及基本人權的規定，授權內閣得不經國會自行立法，以此徹底解決了威瑪共和的帝國議會小黨林立、效率低落的問題－－換來了一個極權國家－－。
於是納粹政府很快在1933年7月14日通過了《遺傳病後代預防法》，並於25日公布，1934年1月1日生效。到1945年3月止，共有40萬人依此法律被強制絕育，相當於當時德國生育年紀人口的1%。

### 二戰之後
二戰之後，上述的《遺傳病後代預防法》並未被佔領德國的聯軍廢止，也未立即被1949年成立的德意志聯邦共和國廢止，而是一直適用到1974年；這之間還有一些法規命令以此法為母法而制訂。
1988年，西德國會宣告此法是納粹惡法，不過並未給予強制絕育的被害人如同其他納粹受害者一樣有向政府求償的權利。

## 日本
1948年，日本曾通过母体保护法，规定可对残疾人强行绝育。但是，由於相關條文觸犯人權，於1996年該法修正時被廢止。

## 註解
1. 1 2  . PanSci 泛科學.   [2017-03-09]. （原始内容存档于2018-06-21）.